# Napoleonaeaceae
Napoleonaeaceae is een botanische naam, voor een familie van tweezaadlobbige planten. Een familie onder deze naam wordt zo af en toe erkend door systemen voor plantentaxonomie. Indertijd werd een dergelijke familie erkend in het systeem van De Candolle (in de spelling Napoleoneae), alwaar ze deel uitmaakte van de Calyciflorae.
Indien erkend gaat het om een familie van bomen in tropisch Afrika. Meestal worden de betreffende planten ingedeeld in de familie Lecythidaceae.